# Discografia de Solomon Burke
Esta é a discografia detalhada de Solomon Burke.

## Singles
| Ano  | Título                                                                                 | Gravadora e Posição nas paradas | U.S. Pop | U.S. R&B |
| ---- | -------------------------------------------------------------------------------------- | ------------------------------- | -------- | -------- |
| 1961 | "Just Out of Reach (Of My Two Open Arms)" / "Be Bop Grandma"                           | Atlantic 2114                   | 24       | 7        |
| 1962 | "Cry to Me" / "I Almost Lost My Mind"                                                  | Atlantic 2131                   | 44       | 5        |
| 1962 | "I'm Hanging Up My Heart for You" / "Down in the Valley"                               | Atlantic 2147                   | 85 71    | 15 20    |
| 1962 | "I Really Don't Want to Know" / "Tonight My Heart Is Crying"                           | Atlantic 2157                   | 93       | -        |
| 1963 | "Words" / "Home in Your Heart"                                                         | Atlantic 2180                   | 121      | -        |
| 1963 | "If You Need Me" / "I Can Make It If I Try"                                            | Atlantic 2185                   | 37       | 2        |
| 1963 | "Can't Nobody Love You"                                                                | Atlantic 2196                   | 66       | -        |
| 1963 | "You're Good for Me" / "Beautiful Brown Eyes"                                          | Atlantic 2205                   | 49       | 3        |
| 1964 | "He'll Have to Go" / "Rockin' Soul" (instrumental)                                     | Atlantic 2218                   | 51       | 17       |
| 1964 | "Goodbye Baby (Baby Goodbye)" / "Someone To Love Me"                                   | Atlantic 2226                   | 33       | 8        |
| 1964 | "Everybody Needs Somebody to Love" / "Looking For My Baby"                             | Atlantic 2241                   | 58       | 4        |
| 1964 | "Yes I Do" / "Won't You Give Me One More Chance"                                       | Atlantic 2254                   | 92       | 38       |
| 1964 | "The Price" / "More Rockin' Soul" (instrumental)                                       | Atlantic 2259                   | 57       | 10       |
| 1965 | "Got to Get You Off My Mind" / "Peepin'"                                               | Atlantic 2276                   | 22       | 1        |
| 1965 | "Tonight's the Night" "Maggie's Farm"                                                  | Atlantic 2288                   | 28       | 2        |
| 1965 | "Someone Is Watching" "Dance Dance Dance"                                              | Atlantic 2299                   | 89       | 24       |
| 1965 | "Only Love (Can Save Me Now)" / "Little Girl That Loves Me"                            | Atlantic 2308                   | 94       | -        |
| 1966 | "Baby Come on Home" / "Can't Stop Lovin' You Now"                                      | Atlantic 2314                   | 96       | 31       |
| 1966 | "I Feel a Sin Coming On" / "Mountain of Pride"                                         | Atlantic 2327                   | 97       | -        |
| 1966 | "Keep Looking" / "I Don't Want You No More"                                            | Atlantic 2349                   | 109      | 38       |
| 1967 | "Keep a Light in the Window Till I Come Home" / "Time is a Thief"                      | Atlantic 2378                   | 64       | 15       |
| 1967 | "Take Me (Just as I Am)" / "I Stayed Away Too Long"                                    | Atlantic 2416                   | 49       | 11       |
| 1967 | "Detroit City" / "It's Been A Change"                                                  | Atlantic 2459                   | 104      | 47       |
| 1968 | "Party People" / "Need Your Love So Bad"                                               | Atlantic 2483                   | 112      |          |
| 1968 | "I Wish I Knew How It Would Feel to Be Free" / "It's Just a Matter of Time"            | Atlantic 2507                   | 68       | 32       |
| 1969 | "Up Tight Good Woman" / "I Can't Stop"                                                 | Bell 759                        | 116      | 47       |
| 1969 | "Proud Mary" / "What Am I Living For"                                                  | Bell 783                        | 45       | 15       |
| 1969 | "That Lucky Old Sun" / "How Big a Fool"                                                | Bell 806                        | 129      |          |
| 1971 | "The Electronic Magnetism (That's Heavy, Baby)" / "Bridge of Life"                     | MGM 14221                       | 96       | 26       |
| 1972 | "Love's Street and Fool's Road" / "I Got to Tell It"                                   | MGM 14353                       | 89       | 13       |
| 1972 | "We're Almost Home" / "Fight Back"                                                     | MGM 14402                       | -        | 42       |
| 1972 | "Get Up and Do Something for Yourself" / "Misty"                                       | MGM 14425                       | -        | 49       |
| 1973 | "Shambala" / "Love Thy Neighbor"                                                       | MGM 14571                       | -        | 97       |
| 1974 | "Midnight and You" / "I Have A Dream"                                                  | ABC 4388                        | -        | 14       |
| 1975 | "You and Your Baby Blues" / "I'm Leaving On That Late, Late Train"                     | Chess 2159                      | 96       | 19       |
| 1975 | "Let Me Wrap My Arms Around You" / "Everlasting Love"                                  | Chess 2172                      | -        | 72       |
| 1978 | "Please Don't You Say Goodbye to Me" / "See That Girl"                                 | Amherst 736                     | -        | 91       |
| 2002 | "None of Us Are Free" (radio edit) / "Don't Give Up On Me" (live) / "I Need A Holiday" | Fat Possum 1090-2               | -        | 125 (UK) |

## Álbuns de estúdio
- Solomon Burke – 1962 (Apollo 498) Reissued 1964 (Kenwood KLP-498) Reissued 2000 (P-Vine)
- Solomon Burke's Greatest Hits – 1962 (Atlantic 8067)
- If You Need Me – 1963 (Atlantic 8075)
- I Almost Lost My Mind – 1964 (Clarion 607)[4]
- Rock 'n' Soul – 1964 (Atlantic 8096)
- The Best of Solomon Burke – 1965 (Atlantic 8109) #6 R&B, #141 Pop
- King Solomon – 1967 (Atlantic 8158)
- I Wish I Knew – 1968 (Atlantic 8185)
- Proud Mary – 1969 (Bell 6033) #140 Pop, chart run – 4 weeks
- The Electronic Magnetism (also known as King Heavy) – 1971 (MGM 4767)
- Cool Breeze (trilha-sonora) – 1972 (MGM, 1 SE 35 ST)
- We're Almost Home – 1972 (MGM 4830)
- History of Solomon Burke – 1972 (Pride 0011)
- I Have a Dream – 1974 (ABC/Dunhill ABC 50161)
- Music to Make Love By – 1975 (Chess 60042) #54 Soul, chart run – 6 weeks
- Back to My Roots – 1976 (Chess 19002)
- Sidewalks, Fences and Walls – 1979 (Infinity 9024)
- From The Heart – 1981 (Charly R&B CRB 1024)
- Lord, I Need a Miracle Right Now – 1981 (Savoy 14660)
- Into My Life You Came – 1982 (Savoy 14679)
- Take Me, Shake Me – 1983 (Savoy 14717)
- This Is His Song – 1984 (Savoy 14738)
- Soul Alive! – 1984 (Rounder 2042/2043)
- A Change Is Gonna Come – 1986 (Rounder 2053)
- Love Trap – 1987 (Royality-Gate MCI Records/Isis-Voice 21336)
- Homeland – 1991 (Bizarre/Straight 70558)
- Soul of the Blues – 1993 (Black Top 1095)
- Live at the House of the Blues – 1994 (Black Top 1108)
- The Definition of Soul – 1997 (Pointblank 42557)
- Not by Water But Fire This Time – 1999 (GTR 0237)
- Christmas All Over the World – 1999 (One)
- The Commitment – 2001 (GTROC7994251SB, Canada)
- Don't Give Up on Me – 2002 (ANTI-/Fat Possum 80358)
- Make Do With What You Got – 2005 (Shout! Factory, DK 34357)
- Nashville – 2006 (Shout! Factory 826663-10179)
- Like a Fire – 2008 (Shout! Factory 826663-10846)
- Nothing's Impossible – 2010 (E1, E1E-CD-2086)
- Hold on Tight (com De Dijk) – 2010 (Universal Music)

## Compilações
- The King of Soul – 1980 LP (Charlie 1024) Reissued – 1995 (Charly 8014)
- You Can Run, But You Can't Hide – 1987 (Mr. R&B, RBD 108)
- If You Need Me – 1987 (Sequel 860) = Reissue of Atlantic 8075
- Bishop Rides South – 1988 (Charly 1187)
- Best of Solomon Burke – 1991 (Curb 77422)
- Home in Your Heart: The Best of Solomon Burke – 1992 (Rhino/Atlantic 70284)
- Let Your Love Flow – 1993 (Shanachie 9202)
- Solomon Burke's Greatest Hits – 1997 (Sequel 859) = Reissue of Atlantic 8067
- Rock 'N Soul – 1997 (Sequel 861)
- King Solomon – 1997 (Sequel 862)
- I Wish I Knew – 1997 (Sequel 863)
- We Need a Miracle – 1998 (Malaco 501 3116)
- The Very Best of Solomon Burke – 1998 (Rhino/Atlantic 72972)
- King of Rock 'N' Soul – 1998 (Black Top 7006)
- If You Need Me/Rock 'N Soul – 1998 (Collectables 6225) = Reissue of Atlantic 8075 and 8096
- King Solomon/I Wish I Knew – 1999 (Koch 8016) = Reissue of Atlantic 8158 and 8185
- Proud Mary: The Bell Sessions – 2000 (Sundazed, SC 11079)
- The Collection – 2004 (Spectrum)
- That's Heavy Baby: The Best of the MGM Years 1971–1973 – 2005 (Raven)
- The Chess Collection – 2006 (Chess/Universal)
- This Is It: Apollo Soul Origins – 2008 (Shout! 46)
- No Man Walks Alone 1955–1957 – 2008 (Saga)
- Looking for a Sign: The Complete ABC & Pride Recordings 1972–74 – 2009 (Shambala)

## Participações
- Jackpot of Hits (Apollo 490) Vários Artistas – 1959 – "Just Walking In A Dream" and "You Can Run But You Can't Hide"[5]
- Blues Before Sunrise starring Ray Charles and Solomon Burke (Grand Prix 406) – 1964 – "Friendship Ring", "Mama, Mama Dear", e "Leave My Kitten Alone";[6]
- Soul Clan (ATCO) Soul Clan – 1969 – "Just Out of Reach (Of My Open Arms)" Reissue: 2009
- Gospel at Christmas (Hob 3525) Vários Artistas – 1993 – "Let's Keep the Christ in Christmas"
- Soul Christmas (Atlantic/ WEA) Vários Artistas – 1994 – "Christmas Presents"
- Till the Night is Gone: A Tribute to Doc Pomus (Rhino 71878) Various Artists – 1995 – "Still in Love"
- I'll Always Love My Mama (AMW) Vários Artistas – 1999 – "Mother Loves Her Children All the Same"
- At the Club (Kent) Vários Artistas – 1999 – "Keep Lookin'"
- The Beat Goes On...Atlantic's Dance Through The 50s, 60s & 70s (CD Kent 191 UK) – 2000 – "Maggie's Farm"
- Sanctified Soul (Kent) – 2000 – "He'll Have To Go" and "That's How it Feels" (The Soul Clan)
- Ultimate Dirty Dancing (RCA Victor Europe) Vários Artistas – 2000 – "Cry to Me" reissued 2006 (Sony BMG)
- Joyful Noise – Derek Trucks Band – 2002 – "Home In Your Heart" and "Like Anyone Else"
- Lifted: Songs of the Spirit – 2002 – "None of Us Are Free"
- The Heart and Soul of Bert Berns (Umvd Labels) Vários Artistas – 2002 – "Everybody Needs Somebody to Love"
- ZU & Co. – Zucchero – 2004 – "Diavolo in Me / Devil in Me"
- Jack O the Green – Jools Holland – 2005 – "Message to My Son" com Eric Clapton
- Atlantic Top 60: Sweat-Soaked Soul Classics (Rhino Atlantic) Various Artists – 2007 – "Cry To Me (Single/LP Version)", "Everybody Needs Somebody To Love", "Got To Get You Off My Mind (LP Version)", "If You Need Me (Single/LP Version)", "Just Out Of Reach [Of My Two Empty Arms]", and "Soul Meeting' (LP version) – The Soul Clan
- Brussel – De Dijk – 2008 – "Het Moet En Het Zal/Enough Is Enough"
- The Bert Berns Story Volume 1: Twist & Shout 1960–1964 (Ace Records UK) Vários Artistas – 2008 – "Cry to Me"
- The Bert Berns Story – Mr Success Volume 2: 1964–1967 (Ace Records UK) Vários Artistas – 2009 – "Everybody Needs Somebody to Love"
- Only in America: Atlantic Soul Classics – (Rhino Atlantic) – 2009 – "Stupidity", "If You Need Me", "Everybody Needs Somebody to Love", "Keep Looking", "Maggie's Farm", "That's How it Feels"
- How Many Roads – Black America Sings Bob Dylan (Ace Records UK) Vários Artistas – 2010 – "Maggie's Farm"